# Kloster Osterreide

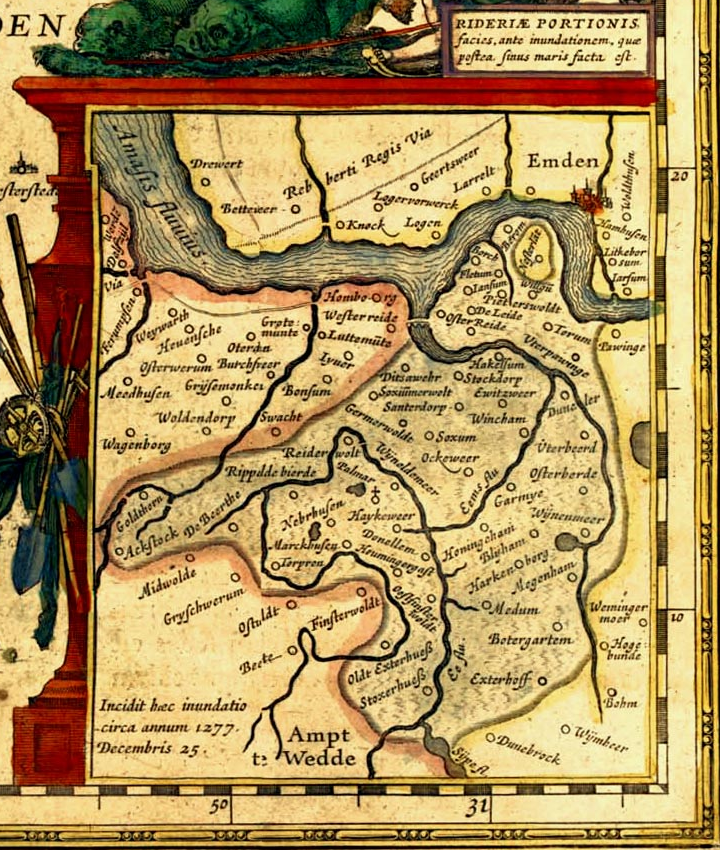
Karte des Rheiderlands um 1277 mit den an den Dollart verlorenen Ortschaften (nach Ubbo Emmius). Osterreide befindet sich an der Mündung des Flusses Reider Ee in die Ems.

Das Kloster Osterreide ist ein ehemaliges Augustinerkloster in Ostfriesland, das bei der Entstehung des Dollart untergegangen ist. Es war ausschließlich mit Nonnen besetzt. Es befand sich in dem namensgebenden Dorf an der Mündung der Reider Ee in die Ems auf der ostfriesischen Seite des ehemaligen Grenzflusses.
Die Quellen zur Geschichte des Klosters sind spärlich. Es wird 1376 erstmals genannt, als mehrere Häuptlinge, darunter Ocko I. tom Brok gemeinsam mit dem Pfarrer von Norden (seinerzeit Offizial des Bischofs von Bremen in Ostfriesland) zwischen dem Kaplan der Margaretenkapelle in Dykhusen sowie den Nonnen des Klosters vermittelten. Gegen eine Entschädigung überließ der Kaplan die Kapelle dem Orden, damit dieser in Dykhusen ein neues Kloster gründen konnte. Zwei Jahre später wird in den Norder Annalen berichtet, dass Nonnen aus Osterreide in das neue Kloster gezogen sind. Im 15. Jahrhundert wird Osterreide mehrfach in Testamenten bedacht, bestand also wohl parallel zum Tochterkloster in Dykkhusen. 1492 wird es letztmals erwähnt. Weitere Quellen zur Geschichte des Klosters fehlen. Vermutlich ging Osterreide bei den Sturmfluten Anfang des 16. Jahrhunderts verloren.